# Horreur à Kaifeck
Pour plus de détails, voir Fiche technique et Distribution.
Horreur à Kaifeck (titre original : Hinter Kaifeck) est un film allemand réalisé par Esther Gronenborn sorti en 2009.
Le film s'inspire du crime de Hinterkaifeck : dans la soirée du 31 mars 1922, les six habitants d'une ferme sont tués avec une pioche. Le meurtre ne fut jamais résolu.

## Synopsis
Une petite fille traverse une forêt vers ce qui semble être une ferme isolée. Plusieurs personnes assassinées sont retrouvées dans l'écurie, la famille Gruber, en arrière-plan un bébé pleure.
Un saut dans le temps au présent suit. Le photographe Marc Barenberg se promène dans la Bavière hivernale avec son petit fils Tyll. Dans la ville de Kaifeck, il emménage dans une chambre avec la jeune propriétaire Juliana Lukas. Au dîner, il remarque les nombreuses photos en noir et blanc accrochées au mur et rencontre la frêle grand-mère de la logeuse. À sa grande surprise, elle lui dit : « Je savais que tu viendrais. » Dès la première nuit, il est tourmenté par des cauchemars qui le conduisent à travers une forêt jusqu'à une ferme délabrée. Le matin, il est surpris de constater qu'il a dormi dans ses vêtements, qui sont visiblement souillés. Au petit déjeuner, il découvre une vieille photographie de la ferme.
Au cours de la journée, il fait la connaissance de différentes personnes importantes du village, le prêtre, le commerçant, le médecin et le menuisier Kogler. Lorsque le prêtre s'évanouit, il donne à Marc un crucifix. Pendant ce temps, Tyll s'implique de plus en plus dans les secrets de la nuit de l'épiphanie et de la Perchten. Marc et Juliana se rapprochent. Une autre nuit de cauchemars s'ensuit pour Marc, dans laquelle il suit une mystérieuse femme en manteau rouge et assiste au meurtre. Au matin, la photographie de la cour a disparu et la mère de Juliana, qui est en fauteuil roulant, ne veut pas se souvenir de la photo.
Néanmoins, lors d'une promenade, Marc et Tyll trouvent la ferme délabrée, et Marc est tourmenté par des visions. Dans un puits, Tyll trouve une pierre de forme étrange. Pendant ce temps, la grand-mère de Juliana visite la tombe du fermier assassiné et se souvient des événements de son enfance. Une autre nuit se passe avec les cauchemars de Marc et le constat certain qu'il est somnambule : le matin il a une blessure saignante à la tête.
Lors d'une conversation avec le médecin du village, la prétendue pierre s'avère être un os du crâne d'origine inconnue. Pendant ce temps, les préparatifs de la nuit de l'épiphanie battent leur plein dans le village. Juliana éclaire Marc sur les événements du Gruberhof il y a 80 ans, et il apprend le meurtre pour la première fois. Secoué, il visite d'abord la tombe du Gruber, puis la ferme, et a à nouveau des visions de ce qui s'est passé à l'époque et de la relation incestueuse entre le fermier Gruber et sa fille. La Perchten et la femme en rouge jouent également un rôle.
Alors que Marc rend à nouveau visite au prêtre, la grand-mère de Juliana est mourante. Une bagarre éclate entre Juliana et sa mère. Le soir, Marc a une autre conversation avec Juliana. Comme le prêtre, elle nie l'existence d'un bébé à la ferme Gruber. Il y a un différend à ce sujet. Mais maintenant, Juliana elle-même a des doutes et suit les indices en se faufilant dans la maison de l'étrange commerçant Gäbler. Pendant ce temps, Marc déterre les crânes des personnes assassinées dans la cour et Juliana découvre de vieux documents qui lui ouvrent les yeux. Le matin, Marc se réveille au bord d'un lac sombre dans la forêt.
De retour au village, la grand-mère de Juliana l'éclaircit sur la vérité et meurt. Il décide de quitter le village immédiatement. Pendant ce temps, les Perchten font des bêtises dans le village, et Kogler en fait partie. Marc et Tyll sont déjà dans la voiture lorsque Marc est de nouveau conduit au cimetière. Là, il rencontre la femme au manteau rouge. Puis Tyll est kidnappé par deux Perchten, Marc est attaqué. Dans le combat, il tue Gäbler qui était déguisé. Marc se précipite au Gruberhof, où les villageois dansent autour d'un feu déguisés en Perchten, et libère Tyll des mains du charpentier Kogler avec l'aide de Juliana, qui y apparaît également. Juliana aide Marc et est grièvement blessée avec une fourche par l'un des villageois qui la qualifie de "traître". Elle parvient à tuer Kogler avec une torche. Ils s'enfuient vers la voiture de Marc, mais Juliana, grièvement blessée, décide de ne pas fuir. Marc et son fils parviennent à s'échapper tandis que Juliana s'effondre.

## Fiche technique
- Titre : Hinter Kaifeck
- Réalisation : Esther Gronenborn assisté de Peter Fuchs et de Bert Zander
- Scénario : Sönke Lars Neuwöhner (de), Christian Limmer
- Musique : Alexander Hacke
- Direction artistique : Lisa Kumpf
- Costumes : Linda Harper
- Photographie : Chris Valentien
- Son : Robin Pohle
- Montage : Moune Barius, Dirk Grau
- Production : Monika Raebel
- Société de production : 24 Frames Film
- Société de distribution : Kinowelt Filmverleih
- Pays d'origine :  Allemagne
- Langue : allemand
- Format : Couleurs - 2,35:1 - Dolby - 35 mm
- Genre : Thriller
- Durée : 86 minutes
- Dates de sortie :
  -  Allemagne : 12 mars 2009.

## Distribution
- Benno Fürmann : Marc Barenberg
- Henry Stange : Tyll Barenberg
- Alexandra Maria Lara : Juliana Lukas
- Michael Gwisdek : Le prêtre
- Erni Mangold : Alma Lukas
- Monika Hansen : Martha Lukas
- Waldemar Kobus (de) : Franz Kogler
- Manfred Möck : Arno Gäbler
- Andrusch Jung : Dr. Hoff
- Mia Aegerter : Viktoria Gruber
- Beles Adam : Ida Gruber
- Andreas Bahr : Andreas Gruber
- Eva Maria Schneider : la mère de Marc
- Martin Lüning : M. Bruck
- Carola Beil : Mme Bruck
- Anna Böger : Magd

## Production
Le scénario est l'adaptation d'une nouvelle de Peter Leuschner (de).
Le film est tourné à divers endroits entre Passau et Simbach. Les scènes de forêt ont été créées sur un ancien site militaire près d'Iéna.
Aussi en 2009, le film La Ferme du crime traite du même sujet.

## Source de la traduction
- (de) Cet article est partiellement ou en totalité issu de l’article de Wikipédia en allemand intitulé « Hinter Kaifeck » (voir la liste des auteurs).